# Cochenille blanche
Pseudococcus cryptus
Espèce
La cochenille blanche (Pseudococcus cryptus) est une espèce d'insectes hémiptères de la famille des Pseudococcidae.
Cette cochenille est un parasite des plantes qui admet une gamme d'hôtes très diversifiée.
Ses attaques se présentent sous la forme de taches blanches d'aspect cotonneux. L'insecte lui-même reste caché, mais se montre de temps en temps. Se déplaçant très lentement, il ressemble à un petit cloporte blanc (jusqu'à 2 mm de long).
Les insecticides agissant par contact ne sont pas très efficaces avec cette cochenille, car elle se cache dans son coton que l'insecticide ne parvient pas à traverser. Il est possible d'utiliser des insecticides dits systémiques : ils se mélangent à l'eau d'arrosage, puis pénètrent dans la plante pour circuler dans la sève, afin d'empoisonner les parasites.

## Synonymes
Selon Catalogue of Life (7 septembre 2014) et Scale.net : 	
- Planococcus cryptus Silva et al., 1968,
- Pseudococcus citriculus Green, 1922,
- Pseudococcus spathoglottidis Lit, 1992,
- Pseudococcus mandarinus Das, Ghose, 1996,
- Pseudococcus comstocki Compere, 1939,
- Pseudococcus comstocki Costa Lima, 1939,
- Pseudococcus comstocki Hambleton, 1935,
- Pseudococcus comstocki Hayward, 1941,
- Pseudococcus comstocki Klein & Perzelan, 1940,
- Pseudococcus comstocki Lepage, 1938.

## Distribution
L'aire de répartition de Pseudcoccus cryptus comprend l'Asie du sud et du sud-est, le Moyen-Orient, l'Amérique du Sud, et en Océanie, Hawaï et Samoa.

## Utilisation
La cochenille est utilisée depuis l'Antiquité pour obtenir des beaux rouges et violets. En effet, en écrasant les taches blanches on obtient une teinte rouge. Cette teinture était déjà utilisée chez les Hébreux et est utilisée pour les tissus de luxe avec la pourpre.